# Monica Borrfors
Monica Nilsson Borrfors, född 14 maj 1954 i Brännkyrka församling i Stockholm, är en svensk jazzsångare.

## Biografi
Monica Borrfors växte från 1954 till 1959 upp i söderförorten Högdalen, varefter familjen flyttade till Farsta. Från 1962 var familjen bosatt i Trångsund i Huddinge kommun.
Under uppväxten gick Borrfors i skola i Trångsund och Skogås. På högstadiet läste hon musik som tillvalsämne, och där var Gösta Nilsson lärare under de två sista åren. Kontakterna dem emellan fortsatte på andra sätt, då Monica Borrfors i 20 års tid var medlem i Gösta Nilssons ungdomskör. Hon var senare medlem i kammarkören i Trångsunds och Skogås församling, där Nilsson verkade som organist och körledare från 1966. Under 1970-talet blev Borrfors och Nilsson ett par, och de fick två söner tillsammans. Vid sidan av musiken arbetade Borrfors åren 1973–1983 inom förlossningsvården på Danderyds sjukhus.
1980 debuterade Monica Borrfors som jazzsångare på Kulturhuset under Stockholms Jazzdagar. Därefter bildade hon och Gösta Nilsson den turnerande Monica Borrfors Kvintett. Jazz-kvintetten bestod då av Hector Bingert (saxofon), Johan Dielemans (trummor), Tommy Johnsson (bas) och Gösta Nilsson (piano), med Monica Borrfors som sångare. 1982 skedde en ombildning i bandet, med byte av saxofonist, basist och trumslagare. Gösta Nilssons bror Per Nilsson började som basist, trumslagare blev Rune Carlsson och saxofonist Stefan Isaksson.
1985 turnerade kvintetten med bland andra Chet Baker, och två år senare utsågs den till Jazz i Sverige-vinnare 1987 och spelade därmed in sin första skiva, Your Touch. De vann också en Grammis 1988, då Your Touch utsågs till bästa jazzinspelning. Titelspåret är komponerat av Gösta Nilsson och med text av Eric Bibb. I övrigt innehåller skivan tolkningar av jazzstandards. 
1988 anslöt trumslagaren Magnus Öström till kvintetten, och han avlöstes 1992 av Leroy Lowe 1992. 1993 slutade Stefan Isaksson medan trumpetaren Johan Setterlind började. 1997 började Jesper Kviberg som trumslagare. Kvintetten upplöstes 2004 efter 24 år. Den hade då turnerat i Sverige och utomlands samt spelat in tre skivor. Därefter har Borrfors fortsatt sin jazzkarriär i eget namn, och under åren har skivorna givits ut antingen som kvintett eller som Monica Borrfors. Bland skivproduktionerna finns tolkningar av Povel Ramel (Ramel, Ramel, Ramel, 2000), Billie Holiday (Remembering Billie, 2004) och Monica Zetterlund (Monica sjunger Monica, 2007).
Monica Borrfors har även arbetat som solist samt som sångare med storband i Sverige och utomlands, med körer och mindre grupper. Hon har medverkat i TV-programmet Nöjesmaskinen och var sommarpratare i radion 1988. Hon har släppt två cd i Japan, och hon har turnerat i både Japan och i Australien. Hon har engagerat sig i jazzmusikers villkor och suttit i styrelser för Musikerförbundet, Föreningen Sveriges Jazzmusiker (FSJ), Sami, Rikskonserter och Svenska Jazzakademien.

## Diskografi[7]
- 1987 – Your Touch (som Monica Borrfors Quintet[3]) (Caprice)
- 1990 – Second Time Around (Caprice)
- 1992 – From Fasching with Love [Monica bidrar med ett spår] (STIM)
- 1995 – Slowfox (BMG)
- 2000 – Ramel, Ramel, Ramel (med Claes Janson[5] och Bohuslän Big Band) (Gazell)
- 2001 – A Certain Sadness (som Monica Borrfors & Sweet Jazz Trio[8])
- 2004 – Remembering Billie (Arietta)
- 2006 – På ren svenska (Gazell)
- 2007 – Monica sjunger Monica (Gazell)
- 2010 – Li'l Darlin' (Gazell)
- 2015 – Hello Young Lovers[9] (Gazell)

### Bidrag i antologi
- 1998 – Knäck mig en nöt (av Dave Frishberg & vänner) (Gazell)[10]

## Priser och utmärkelser
- 1987 – Jazz i Sverige
- 1988 – Grammis för Your Touch[11]